# Philip Van Doren Stern
Philip Van Doren Stern (10 de septiembre de 1900-31 de julio de 1984) fue un autor estadounidense, editor e historiador de la Guerra de Secesión. Es conocido por ser el escritor de la historia El regalo más grande, publicado en 1943, que inspiró la película de Navidad Qué bello es vivir (1946).

## Biografía
Philip Van Doren Stern nació en Wyalusing en una familia de humilde. Su padre nacido, Isadore Ullman, era un mercader ambulante de ascendencia judía bávara, que se trasladó a Wyalusing desde Virginia Occidental con su mujer Anne de soltera Van Doren. Stern se crio en Jersey City y Brooklyn y estudió en el Lincoln de Jersey antes de graduarse en la Universidad de Rutgers.

## Carrera
Tras graduarse en Rutgers en 1924, Stern trabajó como publicitario antes de trabajar como diseñador y editor en el mundo editorial.
Fue un historiador y autor de alrededor 40 estudios, era más conocido por sus libros sobre la Guerra Civil que la necrológica del New York Times lo llamó "autoridad" y "ampliamente respetado por los estudiosos". Como editor, trabajó en Libros de Bolsillo, Simon & Schuster, y Alfred A. Knopf. Recopiló y anotó colecciones de cuentos, escritos y cartas de Abraham Lincoln, Edgar Allan Poe, y Henry David Thoreau.
En la Segunda Guerra Mundial fue miembro de planificación de la Oficina de Información de Guerra de Estados Unidos. Fue el director general de las Armed Service Editions, que editaba libros para la formación y entretenimiento de los soldados, reduciendo el tamaño de los libros para que cupieran en los bolsillos de los uniformes. Compiló y editó muchas colecciones y antologías de cuentos, libros pictóricos y libros de temas históricos.
Stern editó, compiló e introdujo El Viking Portátil Poe en 1945, una colección compacta de cartas, cuentos, poemas, y ensayos de Poe. Stern escribió la introducción biográfica a la colección, seleccionó los contenidos que se incluyeron, y escribió ensayos introductorios.
Stern murió el 31 de julio de 1984 a la edad de 83 años.

## El regalo más grande

### Cuento
Stern es principalmente conocido por una historia corta que escribió en 1943. En febrero de 1938, un sueño le inspiró la historia que guarda parecidos con el cuento de Charles Dickens Un cuento de Navidad. Stern escribió un cuento de 4000 palabras llamado El regalo más grande. Comenzó en 1939 y acabó en 1943, pero era incapaz de encontrar un editor para él. Envió 200 copias a sus amigos como tarjetas de Navidad en diciembre de 1943. 
La historia fue publicada como libro en diciembre de 1944, con ilustraciones de Rafaello Busoni. Stern también lo vendió a la revista Reader's Scope, que lo publicó en su número de diciembre de 1944, y a la revista Good Housekeeping, que lo publicó bajo el título El hombre que nunca nació.

### Qué bello es vivir
Uno de aquellos panfletos despertó la atención del productor de RKO David Hempstead, que se lo mostró al actor Cary Grant, que se interesó en interpretar al protagonista. RKO adquirió los derechos para la película por 10 000 dólares en abril de 1944. Tras la realización de varias adaptaciones por varios guionistas, RKO vendió los derechos de la historia a la compañía de Frank Capra, Liberty Films, en 1945 por el mismo importe: 10 000 dólares. Capra adaptó la historia Qué bello es vivir en 1946.

## Trabajos importantes
- An End to Valor: The Last Days of the Civil War, 1958
- The Case of The Thing in the Brook, a mystery under the pseudonym Peter Storme, 1941
- Prehistoric Europe: From Stone Age Man to the Early Greeks
- A Pictorial History of the American Automobile, 1903-1953
- Edgar Allan Poe, Visitor from the Night of Time, 1973
- When the Guns Roared, 1965
- They Were There, 1959
- Soldier Life in the Union and Confederate Armies, 1961
- Henry David Thoreau: Writer and Rebel, 1972
- The Life and Writings of Abraham Lincoln
- Secret Missions of the Civil War
- The Man Who Killed Lincoln: The Story of John Wilkes Booth, 1939, dramatized and staged in New York in 1940
- The Annotated Walden: Walden; or, Life in the Woods by Henry David Thoreau
- The Annotated Uncle Tom's Cabin, 1964
- Robert E. Lee, The Man and the Soldier; A Pictorial Biography
- The Confederate Navy: A Pictorial History
- The Greatest Gift, 1943
- Tin Lizzie : The Story of the Fabulous Model T Ford
- The Portable Poe, 1945, edited, selected and with an introduction and notes by Stern